# Provincia de Cartago
Cartago la provincia número 3 de Costa Rica. Se encuentra enclavada en el centro del país, sin acceso a las costas. Limita al norte y al este con Limón, al oeste y al sur con San José. 
Su capital, Cartago fue hasta 1823 capital de Costa Rica, durante la colonia y el inicio de la República. 
De acuerdo con el censo nacional realizado en 2011, la provincia cuenta con una población de 490 903 habitantes. De éstos, el 82,5 % residía en zonas urbanas. En ese mismo censo se determinó que en la provincia había 130 464 viviendas ocupadas, de las cuales, el 70,90% estaban en buen estado y en 3,50% de las viviendas había condiciones de hacinamiento. 
Otros datos demográficos:
- Alfabetismo: 97,9 %
- Escolaridad promedio: 8,4 años.
- Población nacida en el extranjero: 4,2 %

## Toponimia
Nombrado así al referirse a la antigua ciudad al norte de África del mismo nombre, Cartago, del Estado púnico, que llegó a constituirse en potencia marítima y comercial; con lo cual la influencia de Cartago en España se hizo manifiesta. 
El origen del nombre de la provincia de Cartago, y su capital homónima, data desde los inicios de la época colonial española. 
Desde 1540 hasta aproximadamente 1573 el territorio que hoy es Costa Rica, la costa atlántica de Nicaragua, parte de Honduras y parte del territorio de Panamá se denominó como Provincia de Cartago, el nombre y límites de esta provincia fueron otorgados por S.M. el rey Carlos I de España, por intermedio de la real cédula del 29 de noviembre de 1540, nombrando al mismo tiempo al madrileño Diego Gutiérrez y Toledo como Gobernador.
La decisión de utilizar el nombre de Cartago tuvo relación con la República Cartaginesa, una civilización antigua localizada al norte de África que llegó a constituirse en potencia marítima y comercial; con lo cual la influencia de Cartago en España se hizo manifiesta.
El nombre se hizo aún más oficial cuando S.M. el Rey Felipe II de España le otorgó un escudo de armas en 1565, con el título honorífico de Muy Noble y Leal Ciudad de Cartago.

## Geografía
Cartago es la segunda provincia más pequeña del país, después de Heredia. Su área total comprende una extensión de 3124,6 km². 
También es una de las más ricas en tradición colonial, fue la capital de Costa Rica hasta 1823, fecha en que se traslada la capital a la ciudad de San José. Se caracteriza por un clima tropical húmedo montano, con temperaturas promedio entre los 12 y 20 grados Celsius, y de hasta -2 °C en el volcán Irazú, mientras que la ciudad de Turrialba es la zona más caliente de la provincia, donde se llega hasta 30 °C.
Su relieve montañoso está formado por dos cordilleras: la Central, en donde se encuentran los volcanes Irazú (el más alto del país) y el Turrialba, y la cordillera de Talamanca, en donde destaca el cerro más alto de Costa Rica, el cerro Chirripó con 3820 m s. n. m. y el cerro de la Muerte con 3491 m s. n. m.
Entre los principales ríos se encuentran: Reventado, Reventazón, Palomo, Grande de Orosi, Macho, Turrialba, Tiribí, Pacuare, Chirripó, Tuis y Pejivalle, entre otros.
El principal sistema de drenaje del valle lo constituye el río Reventazón que nace en el Valle de Orosi, de la unión de los ríos Aguacaliente y Grande de Orosi. Por la fertilidad de sus suelos volcánicos y aluviales, Cartago es el centro de población que tiene en la agricultura y ganadería sus principales fuentes económicas.
La ciudad de Cartago se encuentra situada en el Valle del Guarco entre las coordenadas 09°52′N 83°55′O. 

## Límites
La provincia de Cartago limita:
- Al norte y al este: Limón.
- Al sur y al oeste con: San José.

## Historia
La ciudad de Cartago, fue la primera capital del país, sin embargo, fue trasladada a San José, ya que era más grande y desarrollada.
Antes de la llegada de los españoles a la provincia, ya vivían los indígenas huetares en esta zona, en los pueblos Curriraba, Quercó, Coo (Aco), Istaró, Uxarraci, Abituri, Turichiqui, Turrialba la Grande, Turrialba la Chica, Tobosi, Buxebux, Teotique, Parragua, y otros. 
En 1563 Juan Vázquez de Coronado transfirió la ciudad del Castillo de Garcimuñoz al Valle del Guarco, utilizando para tal fin, el nombre de Santiago de Cartago. En 1565 se levantó la iglesia de Orosi, primera de Cartago en el distrito de Paraíso.
Posteriormente el gobernador Perafán de Ribera y Gómez la trasladó al sector occidental del valle central, y en 1574 Alonso Anguciana de Gamboa la estableció en su actual emplazamiento.
La ciudad ha sido históricamente una de las más afectadas por terremotos en el país, especialmente aquellos asociados a la actividad del volcán Irazú. Fue destruida en varias ocasiones: en 1656, 1718, 1756, 1822, 1841 y nuevamente en 1910, durante un proceso de reconstrucción. Los terremotos de 1841 y 1910 fueron particularmente devastadores, dejando a la ciudad al borde de la destrucción total. 
Como consecuencia de estos eventos sísmicos, es poco común encontrar edificaciones con más de 70 años de antigüedad. Los pocos inmuebles históricos que aún se conservan han sido adaptados para funcionar como comercios u otras actividades, con la condición de mantener su estructura original.
Entre los edificios patrimoniales más destacados se encuentran las Ruinas de Santiago Apóstol, la Casa Jesús Jiménez, la Casa de la Ciudad, la Plaza Mayor y la Basílica de Nuestra Señora de los Ángeles.
En 1782 se funda la Escuela de Primeras Letras, primera escuela primaria del país. 
El colegio de San Luis Gonzaga fue fundado en 1842, uno de los edificios y centros educativos más importantes de la ciudad.
En el período de 1963 a 1964 ocurre la erupción del volcán Irazú y la avalancha del Río Reventado.

## Política.

### Gobiernos locales.
Cada cantón de Costa Rica elige democráticamente una alcaldía y a las regidurías y sindicalías, propietarias y suplentes, que conforman el Concejo Municipal. Estas son las máximas autoridades del gobierno local, encargadas de gestionar y resolver los problemas específicos de sus comunidades. En Cartago se eligen ocho alcaldías, uno por cada cantón, y dos intendencias, correspondientes a las intendencias de Cervantes y Tucurrique. 
| N.º | Cantón    | Partido | Alcaldía                    |
| --- | --------- | ------- | --------------------------- |
| 1   | Cartago   | PAY.    | Mario Redondo Poveda        |
| 2   | Paraíso   | UP.     | Michael Álvarez Quirós      |
| 3   | La Unión  | PLN.    | Cristian Torres Garita      |
| 4   | Jiménez   | PLN.    | Ana Isabel Azofeifa Pereira |
| 5   | Turrialba | PNG.    | Carlos Hidalgo Flores       |
| 6   | Alvarado  | UP.     | Fabiola Granados Martínez   |
| 7   | Oreamuno  | UP.     | Erick Jiménez Valverde      |
| 8   | El Guarco | PLN.    | Víctor Monestel Tencio      |

#### Representación en Concejos Municipales.
| Partido | Alcaldías           | Regidurías | Sindicalías         | Intendencias        |
| ------- | ------------------- | ---------- | ------------------- | ------------------- |
| PLN     | 3/8                 | 15/52      | 21/53               | 1/2                 |
| UP      | 3/8                 | 11/52      | 10/53               | 1/2                 |
| PAY     | 1/8                 | 6/52       | 11/53               | Sin representación. |
| PNG     | 1/8                 | 3/52       | 8/53                | Sin representación. |
| PUSC    | Sin representación. | 7/52       | Sin representación. | Sin representación. |
| PLP     | Sin representación. | 4/52       | 1/53                | Sin representación. |
| PUG*    | Sin representación. | 2/52       | Sin representación. | Sin representación. |
| ADN     | Sin representación. | 2/52       | Sin representación. | Sin representación. |
| TP*     | Sin representación. | 1/52       | 2/53                | Sin representación. |
| PNP     | Sin representación. | 1/52       | Sin representación. | Sin representación. |

*Partidos políticos a escala cantonal (de El Guarco y Turrialba, respectivamente).

### Representación Legislativa.
En cada elección nacional, la provincia de Cartago elige siete diputaciones representantes en la Asamblea Legislativa. 
|  | 24.82 % |

|  | 12.04 % |

|  | 11.09 % |

|  | 9.52 % |

|  | 9.06 % |

## Turismo
Basílica de Nuestra Señora de los Ángeles

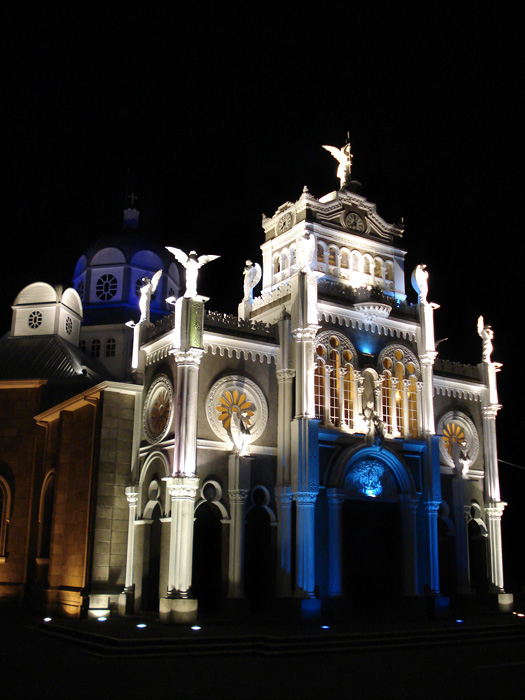
Basílica de Nuestra Señora de Los Ángeles.

Esta Basílica es el santuario donde se aloja la Santa Patrona de Costa Rica, la Virgen de los Ángeles. Fue construida en el siglo XIX con el ornato del estilo arquitectónico Bizantino y, desde entonces, guarda celosamente la fe de un pueblo con tradiciones religiosas de fuerte arraigo.
Su festividad se conmemora durante la víspera del 2 de agosto de cada año. De acuerdo con la leyenda, la imagen de la Virgen se apareció a Juana Pereira, una indígena de la zona, en 1635, varias veces, por lo que se decidió construir un templo conmemorativo en el mismo lugar.
Ruinas de Cartago
Las ruinas o el edificio de la parroquia de Santiago Apóstol que nunca te terminó por causa de los terremotos, que cuenta con un jardín en el interior.
Museo Municipal de Cartago
Museo con diferentes obras de arte costarricense de la provincia, en donde anteriormente era la comandancia de Cartago, por lo tanto, el edificio de también de los más antiguos de la ciudad.
Represa Cachí

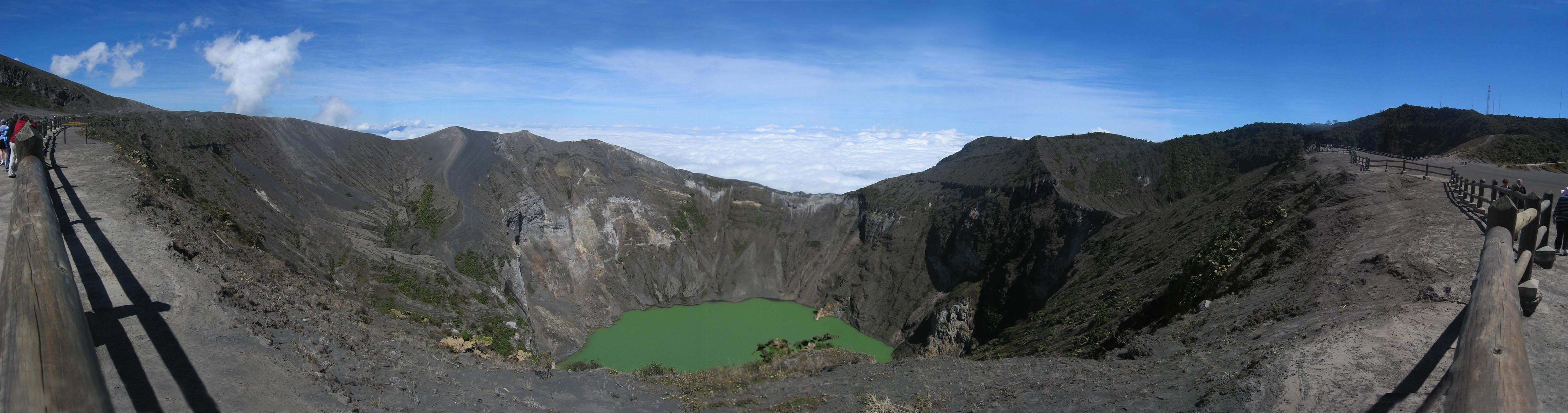
Panorámica del volcán Irazú

Una de las más grandes del país, cuenta con una buena vista a la montaña  y fauna.
Parque nacional Volcán Irazú
El Irazú es el volcán más alto del país y sobresale con más de 3432 m s. n. m. A 53 kilómetros de San José y exactamente a 31 kilómetros al noreste de Cartago Centro, es accesible por una moderna y pintoresca carretera. El Irazú es un estratovolcán activo de la forma subcónica irregular. La vegetación que impera en el volcán es de selva boscosa, salpicada por colonias de arrayanes. Posee una larga historia de erupciones que lo caracterizan: lanza grandes nubes de ceniza y de rocas encendidas, acompañadas de retumbos y de sismos locales, su más reciente periodo eruptivo entre los años 1963 y 1964.

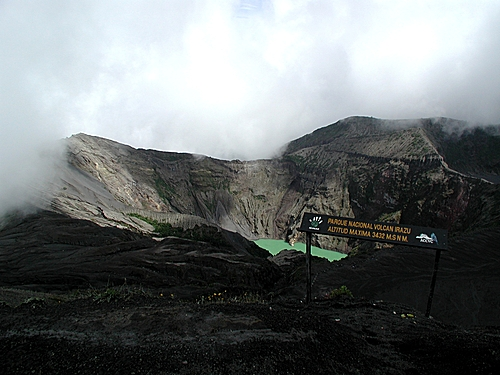
Volcán Irazú

En la cima se yerguen cuatro cráteres: el Diego de la Haya, inactivo; el Principal occidental de 1050 m de diámetro y de unos 300 m de profundidad, que forma una laguna de color variable; y dos cráteres pequeños, localizados al sureste del cráter Principal. Cuenta servicios, senderos señalizados y sitios de "picnic". En días despejados, es posible divisar, desde el cerro Alto Grande, ambos océanos y gran parte del país.
Monumento Nacional Guayabo
Está ubicado en las faldas del volcán Turrialba, en la provincia de Cartago, a 83 kilómetros de San José. Guayabo es el sitio arqueológico más importante de Costa Rica: sus maravillas se encuentran por toda el área: petroglifos, montículos, calzadas y otras estructuras de piedra de carácter ceremonial. La vegetación de Guayabo es densa y sumamente hermosa. Hay un centro de información, servicios, merenderos (áreas de "picnic").
Ruinas de Ujarrás y Lago de Cachí
Las Ruinas de Ujarrás, es todo lo que queda de la primera iglesia construida en Costa Rica durante el siglo XVII, y se aprecian como un relicario de la época colonial. Al lado de las Ruinas de Ujarrás, el Instituto Costarricense de Turismo ha construido un área de recreación frente al lago que forma la represa hidroeléctrica de Cachí, en donde se puede disfrutar de paseos náuticos; y en los merenderos (áreas de "picnic") de las zonas verdes aledañas, gustar de comidas.
Iglesia de Orosi
Este edificio, construido en 1735, es el templo colonial más antiguo que sigue todavía en pie y en uso. Alberga un pequeño museo de arte colonial y religioso. El pueblo de Orosi es uno de los primeros pueblos coloniales del país.
Mirador de Orosi
Mirador en donde se puede apreciar por completo el pueblo de Orosi, en el lugar se encuentran diferentes sitios para realizar actividades recreativas.
Parque nacional Volcán Turrialba

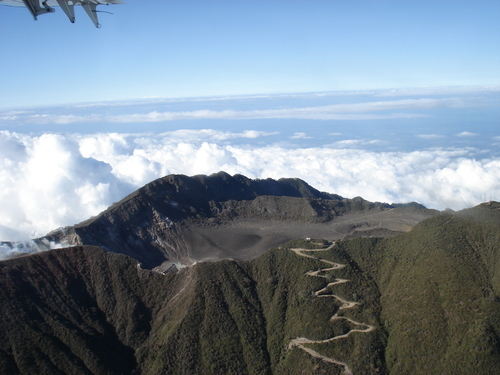
Volcán Turrialba

A solo 24 km al norte de la ciudad de Turrialba, la flora de este parque nacional es una representación de la belleza de la vegetación de Costa Rica, sumado a la hermosa vista que presenta para los visitantes.

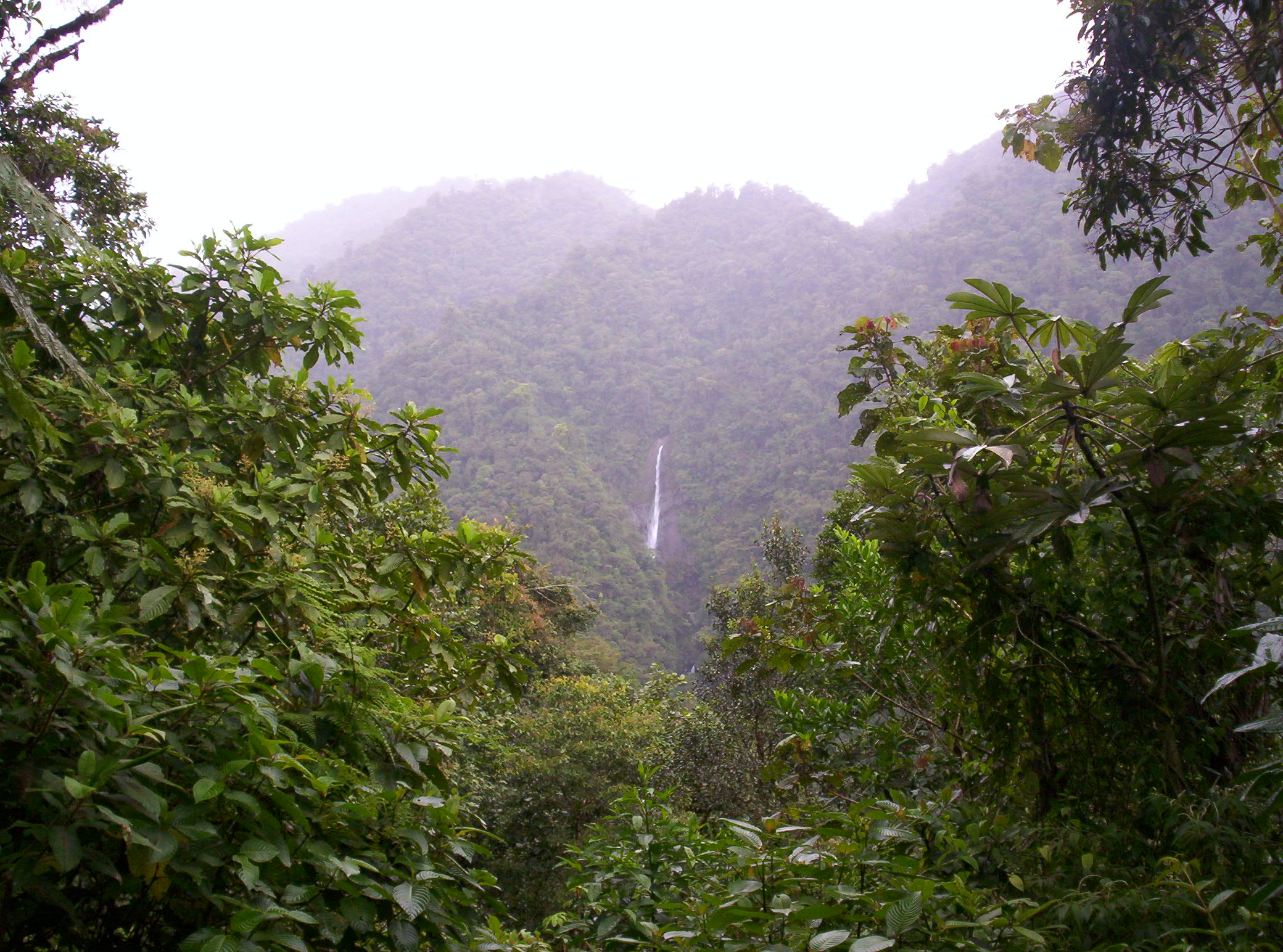
Parque nacional Tapantí
Este sitio denota una de las zonas más lluviosas del país, con una tasa anual de 6500 mm de precipitación, donde viven 45 especies de mamíferos, 260 especies de aves y 28 especies de reptiles, entre otros.
Cerro de la Muerte

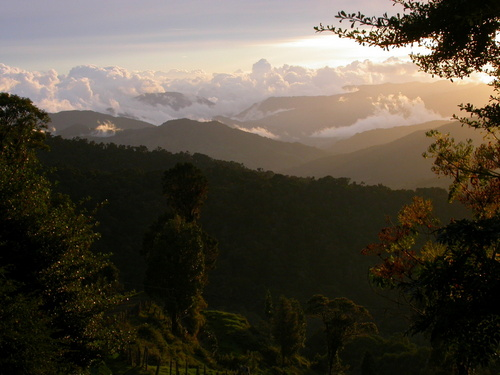
Cerro de la Muerte.

Ubicado en el punto más alto de la Cordillera de Talamanca (3451 msnm), en los cantones de El Guarco, Jiménez, Turrialba y Paraíso, se ubica el cerro de la Muerte con impresionantes bellezas escénicas.
Jardín Botánico Lankester
En sus 11 hectáreas, el jardín presenta más de 3000 especies de plantas en exhibición con un bosque tropical premontano regenerado naturalmente desde hace más de 30 años.
Parque Ambiental Nacional Municipal Río Loro
En este pequeño parque se pueden encontrar gran variedad de aves e insectos como mariposas espejo, abejas, escarabajos, chinches e himenópteros.
Otros atractivos
En la provincia se encuentran las ciudades de Paraíso, Tres Ríos, Turrialba, Pacayas de Alvarado.
Otras poblaciones de interés histórico son Orosi, Ujarrás, Tobosi, Tucurrique, Quircot y Cot (llamada también San Antonio de Padua de Cot de Oreamuno, lugar que se dice es el poblado indígena más antiguo de Costa Rica).

## División administrativa
La provincia de Cartago está dividida en 8 cantones y 52 distritos.
| Cantón    | Cabecera   | Área (km²) | Población (2010) | Ley de Fundación                   |
| --------- | ---------- | ---------- | ---------------- | ---------------------------------- |
| Cartago   | Cartago    | 287,77     | 155 402          | Ley 167 del 7 de diciembre de 1848 |
| Paraíso   | Paraíso    | 411,91     | 68 872           | Ley 167 del 7 de diciembre de 1848 |
| La Unión  | Tres Ríos  | 44,83      | 105 612          | Ley 167 del 7 de diciembre de 1848 |
| Jiménez   | Juan Viñas | 286,43     | 13 816           | Ley 84 del 19 de agosto de 1903    |
| Turrialba | Turrialba  | 1642,67    | 70,630           | Ley 84 del 19 de agosto de 1903    |
| Alvarado  | Pacayas    | 81,06      | 12 290           | Ley 28 del 9 de julio de 1908      |
| Oreamuno  | San Rafael | 202,31     | 44 650           | Ley 680 del 17 de agosto de 1914   |
| El Guarco | El Tejar   | 167,69     | 38 054           | Ley 195 del 26 de julio de 1939    |

### Área metropolitana
Dentro de la Gran Área Metropolitana, el Área Metropolitana de Cartago incluye a los cantones de Cartago, Paraíso (parcialmente), La Unión, Alvarado, Oreamuno y El Guarco (parcialmente).

## Educación
La ciudad de Cartago es casa del Instituto Tecnológico de Costa Rica y del Colegio Universitario de Cartago, ambas instituciones públicas; además de una sede de la Universidad Estatal a Distancia (UNED), también pública. 
Asimismo, se encuentra en esta provincia un Recinto de la Universidad de Costa Rica, en el cantón de Paraíso; además de la Sede del Atlántico de la UCR, ubicada en el cantón de Turrialba.
También se encuentran universidades privadas, como la sede central de la Universidad Florencio del Castillo, Universidad de las Ciencias y el Arte, Universidad San Marcos, Universidad Americana.
Del mismo modo, cuenta con colegios secundarios prestigiosos a nivel nacional, como la Ciudad de los Niños, el Colegio Vocacional de Artes y Oficios (COVAO), el Liceo Experimental Bilingüe José Figueres Ferrer, Colegio Científico de Costa Rica y colegio San Luis Gonzaga. (Entre otras instituciones educativas tanto públicas como privadas).

## Economía
Tradicionalmente las áreas que rodean a la ciudad de Cartago han sido primariamente utilizadas para la agricultura o ganadería, actualmente hay grandes superficies protegidas como áreas de conservación del medio ambiente (flora, fauna u otros recursos naturales). 
Hay también tierras indígenas y se está iniciando otra actividad que poco a poco toma más importancia económica para los cartagineses, es el turismo rural o ecoturismo, principalmente en el Cantón de Turrialba. El sector agrícola continúa siendo muy importante para la economía cartaginesa, entre sus principales cultivos están: papa, café, hortalizas, caña de azúcar, macadamia, pejibaye y plantas ornamentales.
En Cartago se encuentra la zona industrial más grande del país (Grupo Zeta). El parque industrial de Cartago opera desde 1984 y en la actualidad cuenta con 40 empresas que en conjunto dan trabajo a más de 12 000 cartagineses.
A partir del año 2000, la zona de Tres Ríos ha sufrido una seria transformación urbana como extensión del crecimiento de San José como capital del país y su excesiva urbanización de Escazú y Santa Ana al oeste, generando un desequilibrio hacia el oeste y por lo tanto una gran demanda de servicios para los nuevos proyectos habitacionales de diferentes niveles económicos, así que en los últimos años ha tenido una explosión de obras como centros comerciales, hoteles, oficentros y todo tipo de servicios urbanos.
Ejemplo de la pujanza urbanística es que Terra Campus, un nuevo oficentro en régimen de zona franca, ha incluido en su plaza Central una obra del conocido escultor y arquitecto Ibo Bonilla llamada "Espiral del éxito", conjunto de tres esculturas en acero, basadas en el antiguo concepto de "la semilla de la vida", "la flor de la vida" y "el fruto de la vida". Con sus 18 metros es la más alta de Costa Rica.

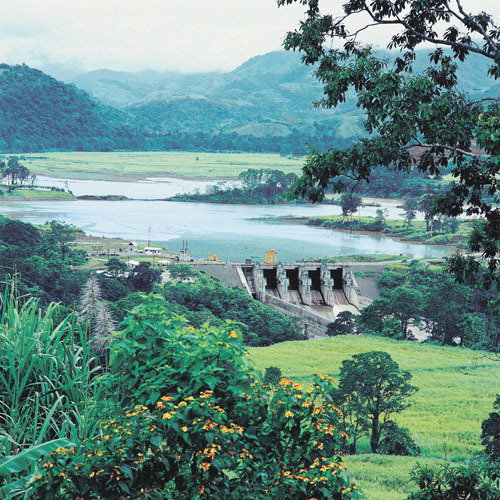
Represa Angostura, Turrialba, Cartago

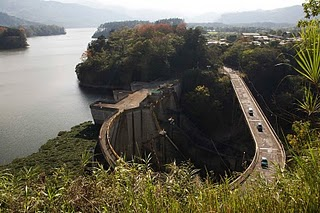
Represa Cachí, Paraíso, Cartago

Producción de papa con aplicación de abonos orgánicos
A partir del año 2001 muchos productores inician la elaboración y aplicación de abonos orgánicos en el cultivo de papa, principalmente en Llano Grande - Cuenca del Río Reventado. El propósito, entre otros, es sustituir la producción con químicos durante cuarenta años por una agricultura conservacionista, implementando prácticas sostenibles en el sistema de producción de papa que se propicia por el manejo racional de los recursos por medio de tecnología apropiada, posibilitando la recuperación y conservación del medio ambiente. El conservar al suelo como una unidad llena de vida, se asegura la capacidad de absorber y almacenar agua, los microorganismos aceleran su reproducción, la vida microbiológica mejora y los elementos nutrientes del suelo son más accesibles a la raíz de la planta, ya que los abonos orgánicos también funcionan como liberadores de dichos elementos que se fijaron al suelo, debido a la continua aplicación de productos químicos.
Producción hidroeléctrica
En la provincia de Cartago se encuentran ocho plantas hidroeléctricas, éstas permiten el aprovechamiento de los recursos hídricos de la zona, además generan una importante actividad económica para la zona y dota al país de energía limpia.

## Personas destacadas
- Ver Lista de cartagineses